# شارلوته بليك براون
شارلوته بليك براون (بالإنجليزية: Charlotte Blake Brown)‏ هي طبيبة أمريكية، ولدت في 1846، وتوفيت في 1904.